# Soli karboxylových kyselin
Soli karboxylových kyselin vznikají náhradou kyselého atomu vodíku karboxylové skupiny za kationt kovu nebo amonný kationt.

## Příprava
- Reakce karboxylové kyseliny s obecným kovem nebo hydroxidem kovu:
CH3COOH + NaOH → CH3COONa + H2O
- Reakce karboxylové kyseliny s uhličitanem:
HCOOH + K2CO3 → HCOOK + H2O + CO2

## Reakce
- Dekarboxylace v silně zásaditém prostředí:
R-COONa + NaOH → R-H + Na2CO3
- Vytěsnění silnější kyselinou:
R-COOK + HNO3 → R-COOH + KNO3
- Hydrolýza solí:
R-COOLi + H2O ↔ R-COOH + Li+ + OH−

## Názvosloví
- systematický název: latinský název kovu + (di, tri, …) + základ systematického názvu kyseliny + "-oát"
- latinský název: latinský název kovu + základ latinského názvu kyseliny + "-át"
- jako běžná sůl: základ triviálního/systematického názvu kyseliny + "-an" + název kationtu kovu
- opisný název

| Sůl             | Syst. název         | Latinský název      | Jako běžná sůl              | Opisný název                     |
| --------------- | ------------------- | ------------------- | --------------------------- | -------------------------------- |
| HCOONa          | natrium-methanoát   | natrium-formiát     | mravenčan/methanan sodný    | sodná sůl kyseliny mravenčí      |
| CH3COOK         | kalium-ethanoát     | kalium-acetát       | octan/ethanan draselný      | draselná sůl kyseliny octové     |
| (CH3CH2COO)2Pb  | plumbum-dipropanoát | plumbum-dipropionát | propionan/propanan olovnatý | olovnatá sůl kyseliny propionové |
| CH3(CH2)16COONa |                     |                     | palmitan sodný              | sodná sůl kyseliny palmitové     |
| CH3(CH2)18COOK  |                     |                     | stearan draselný            | draselná sůl kyseliny stearové   |